# Ludwig von Köchel
Ludwig Alois Ferdinand rytíř von Köchel (14. ledna 1800 – 3. července 1877) byl rakouský muzikolog, spisovatel, skladatel, botanik a editor. Jeho zřejmě nejznámějším počinem je katalogizace a uspořádání tvorby hudebního skladatele W. A. Mozarta, tzv. Köchelův seznam.

## Životopis
Narodil se ve městě Stein, vystudoval práva ve Vídni, patnáct let byl učitelem čtyř synů rakouského arcivévody Karla. Köchel byl za to povýšen do rytířského stavu a získal také velkorysou finanční odměnu, což mu také umožnilo strávit zbytek života jako soukromý učenec. Tehdejší věda byla velmi zaujata jeho botanickými výzkumy v Severní Africe, na Pyrenejském poloostrově, ve Spojeném království, na Nordkappu a v Rusku. Mimo botaniku se zajímal o geologii a mineralogii, především však o hudbu.
V roce 1862 publikoval chronologický a tematický seznam děl W. A. Mozarta. Tento katalog byl prvním vědeckým roztříděním Mozartových děl. Mozartova díla jsou od té doby obvykle značena namísto čísla opusu (Mozart sám svým skladbám čísla opusu nedával) číslem v Köchelově seznamu, jemuž předchází písmeno K (např. symfonie číslo 41 zvaná „Jupiter“ má v Köchelově katalogu číslo K 551 apod.).
Kromě toho roztřídil Köchel Mozartova díla do dvaceti čtyř kategorií, které byly použity vydavatelstvím Breitkopf & Härtel při prvním úplném vědeckém vydání Mozartových děl (tzv. Alte Mozart-Ausgabe) z let 1877 – 1910, které bylo částečně sponzorováno Köchelem.